# サカダチコノハナナフシ
サカダチコノハナナフシ（逆立木葉七節、学名：Heteropteryx dilatata）は、ナナフシ目に分類される昆虫の一種。Heteropteryx 属は単型。マレー諸島原産で、夜行性の種である。ペットとして飼育される。

## 形態
雌は雄よりも大型で幅も広く、体長14-17cm、体重30-65gに達し、現存するナナフシおよび昆虫の中でも最も重い種の1つである。雌の体色は通常緑色だが、珍しい黄色の個体、更に珍しい赤褐色の個体が存在する。2対の羽は両方とも短く、飛翔することはできない。静止時には緑色の前翅にある覆翅が、鮮やかなピンク色の後翅を覆う。後翅はやや短く、膜状である。頭部、体および脚には棘がある。扁平な体には多数の棘があり、腹部および脚を含む体の縁に多く、その中でも特に後脚に沿って多く見られる。腹部の端には卵を地面に産むための部分がある。これは産卵管を取り囲んでおり、腹側では第8腹部の腹板である下蓋板から形成され、背側では第11腹部の背板である肛上板から形成される。
雄は細身で雌よりも小さく、体長は9-13cmほどである。雌と同様に体全体と脚に棘があり、通常体色は斑模様のある茶色である。後翅は発達し、腹部全体を覆っている。前翅は細くわずかに短く、前縁は明るい。翅を閉じた際には中胸部と腹部の半分に横縞が現れる。後翅は赤みがかっており、茶色の網目模様がある。

## 分布と生態
マレー諸島原産の種で、マレー半島、タイ、シンガポール、スマトラ島、ボルネオ島のサラワク州から記録されている。マダガスカルからの記録もあるが、自然分布かどうかは不明。
植物食であり、普段は樹木の葉や枝に擬態している。危険を感じると、雌雄ともに防御のための鳴き声を出し、鮮やかな色の後翅を開閉する。さらに、近縁のHaaniella 属と同様に、その名の通り腹部を上げて逆立ちし、後ろ足を伸ばして広げ、捕食者に対し威嚇をする。脚はハサミのようにカチッと音を立てる。天敵に触れられると後脚の脛が腿に素早くぶつかり、脛の棘が防御となる。

### 繁殖と成長

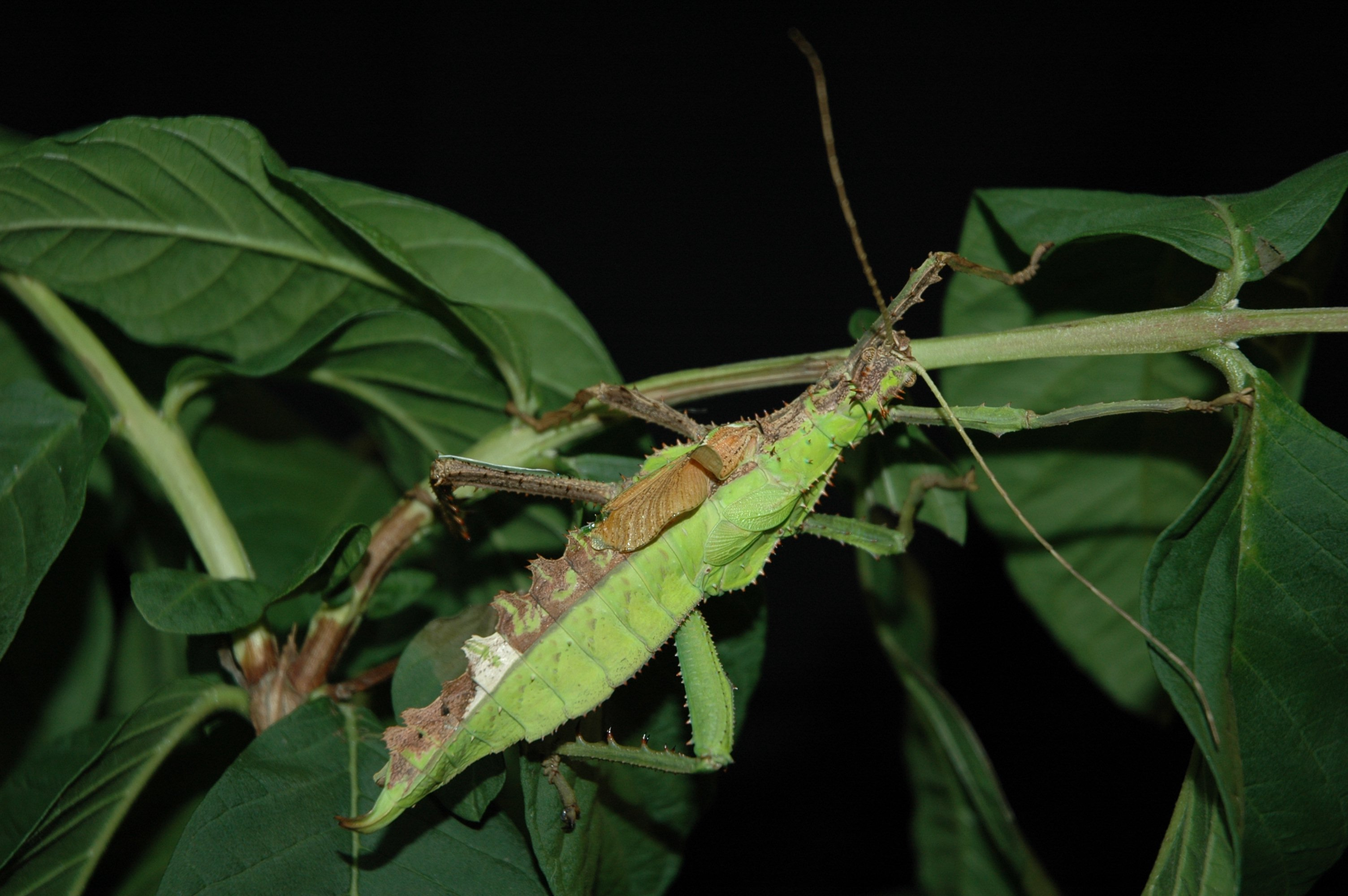
雌雄モザイク

本種の卵は長さ1.3cmという記録があり、昆虫の卵では最大と考えられることもある。しかしこれは誤りであり、実際に最も重い昆虫の卵は、近縁種の Haaniella echinata のもので、長さは最大1.2cm、幅約0.8cm、重さは250-300mgである。体長10cm弱の Asceles malaccae の卵は長さが最大1.5cmに達するが、直径は約0.2cmと細長い。本種の卵は長さ0.7-0.8cm、幅0.5cm、重さ約70mgである。雌は産卵管を使って卵を1個ずつ地面に産む。約7-14ヶ月後に幼虫が孵化する。幼虫は日中と夜間で体色を変化させることができ、4齢幼虫までは群れを作って眠る。4齢幼虫期には、餌となる植物の上で群れを作り、鎖状に連なることもある。孵化時の体色は一般的にベージュ色である。雄は脱皮するたびに色が少しずつ濃くなり、雌は3回目の脱皮後に緑色に変化する。孵化から約1年後に成虫になり、雄では5回目、雌では6回目の脱皮で変態する。成虫の寿命は約6-24ヶ月間である。他の多くのナナフシと同様に、時折雌雄モザイクが生まれる。

## 分類

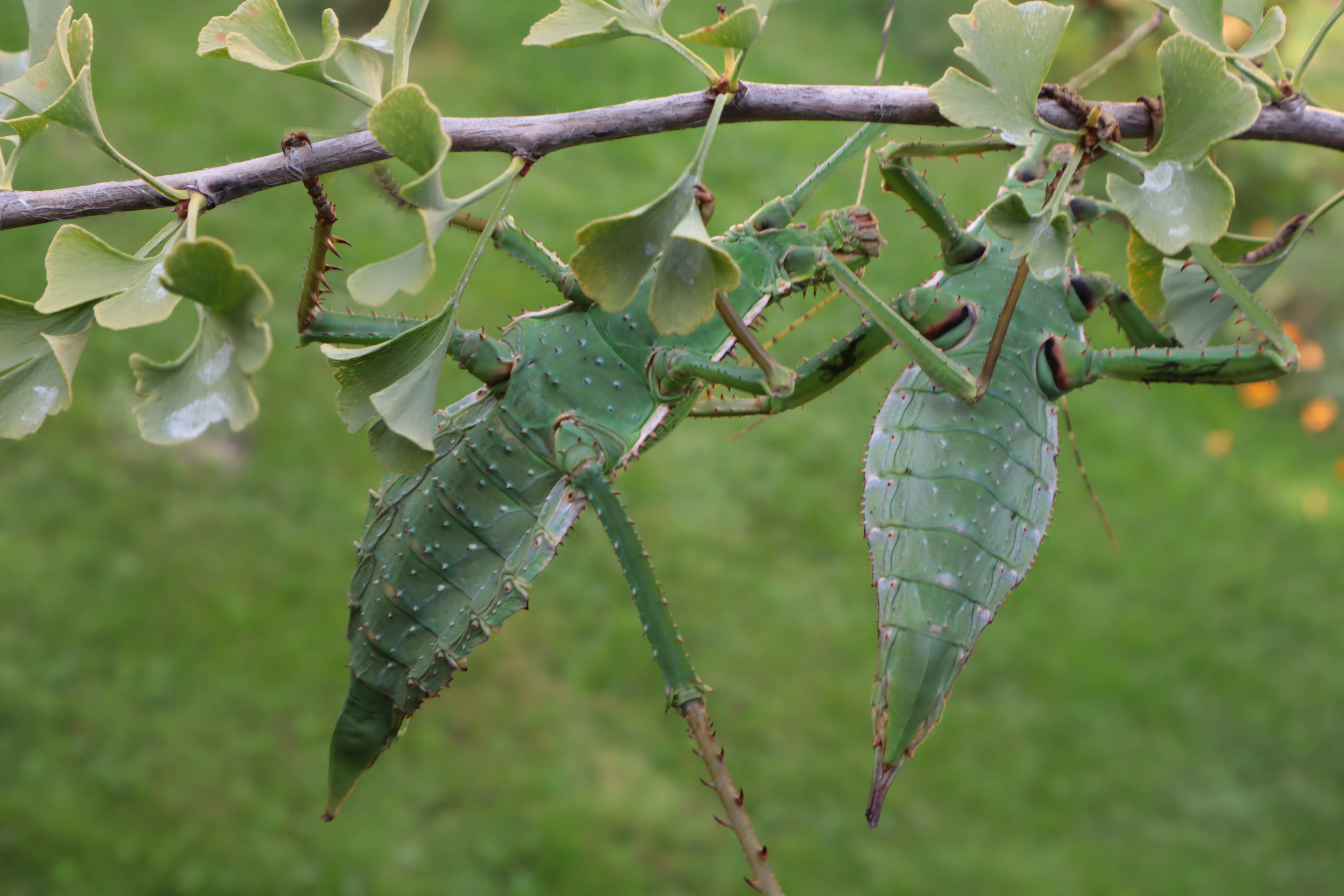
左はKuala Boh産の本種の雌成虫、右はKhao Lak産の未記載種の雌5齢幼虫

本種は1798年にジョン・パーキンソンによって Phasma dilatatum として記載され、1835年にジョージ・ロバート・グレイによって設立された Heteropteryx 属の唯一の種である。ホロタイプはシドニー大学のコレクションに寄贈された雌である。Heteropteryx 属に記載されていた種のうち、Heteropteryx dehaanii、Heteropteryx echinataなどは、現在 Haaniella 属に分類されており、Heteropteryx castelnaudi、Heteropteryx hopei などは本種のシノニムであることが判明している。1875年にカール・ストールが Leocrates graciosa に対して、1906年にJosef Redtenbacherが Leocrates glaber と Leocrates mecheli に対して使用した属 Leocrates は、Heteropteryx のシノニムである。L. glaber と L. mecheli は、2016年以来 Haaniella 属の有効種となっている。
サラ・バンクらは、遺伝子解析に基づく異翅目鳥類の系統発生の解明に関する研究で、異翅目鳥類の代表種は共通の系統群を形成するが、系統学的には、 Heteropteryx属はHaaniellaに現在記載されているいくつかの種の系統の中間に位置することを示した。また、マレーのHeteropteryx dilatataに加えて、タイのパンガー県、より正確にはカオラック・ラムル国立公園に別の種が存在することも示された。

### シノニム
以下のシノニムが知られる。

#### 属
- Leocrates Stål, 1875

#### 種
- Phasma dilatatum Parkinson, 1798
- Cyphocrania graciosa (Westwood, 1848)
- Diapherodes dilatatus (Parkinson, 1798)
- Haaniella castelnaudi (Westwood, 1874)
- Heteropteryx rollandi Lucas, 1882
- Heteropteryx castelnaudi Westwood, 1874
- Heteropteryx hopei Westwood, 1864
- Leocrates castelnaudi (Westwood, 1874)
- Leocrates dilatatum (Parkinson, 1798)
- Leocrates graciosa (Westwood, 1848)
- Phasma graciosa Westwood, 1848

## 人との関わり
1974年にC.C. Chua氏によってペラ州に近いパハン州のキャメロンハイランドで発見され、1980年代に様々な業者によってペラ州からヨーロッパに数回輸入された。近年この地域から他の種が導入され、命名されて飼育されている。ペラ州のTapah Hillsから1種、2015年にはパハン州のKuala Bohからもう1種が得られ、飼育されている。1998年にプーケット州から輸入された、雌の基節が黒色の系統は失われている。この系統がバンクらによって2021年に特定された未記載種の調査に使用された種と一致する可能性は高いと考えられている。2つの調査地はわずか100キロほどしか離れておらず、分子遺伝学で調査された標本も基節が黒色であることから、この種が2021年に特定された未記載種の調査に使用された種と一致する可能性が高いと考えられている。
雌雄で飼育する場合は40×40×40cmより大きなケージを使用する。餌となる葉の付いた枝は、水入れに刺して長持ちさせる。ブラックベリーやラズベリーなどのキイチゴ属、オーク、ハシバミ属、キヅタ属の葉を与える。温度は20-30℃で、湿度を高くする必要がある。多湿な環境を維持するため、餌となる植物に水を噴霧する。雌が卵を産めるように、数cmの厚さの土を敷く。土の敷かれた産卵容器に移動させることも出来る。飼育下では最長2年間生存する。

## ギャラリー

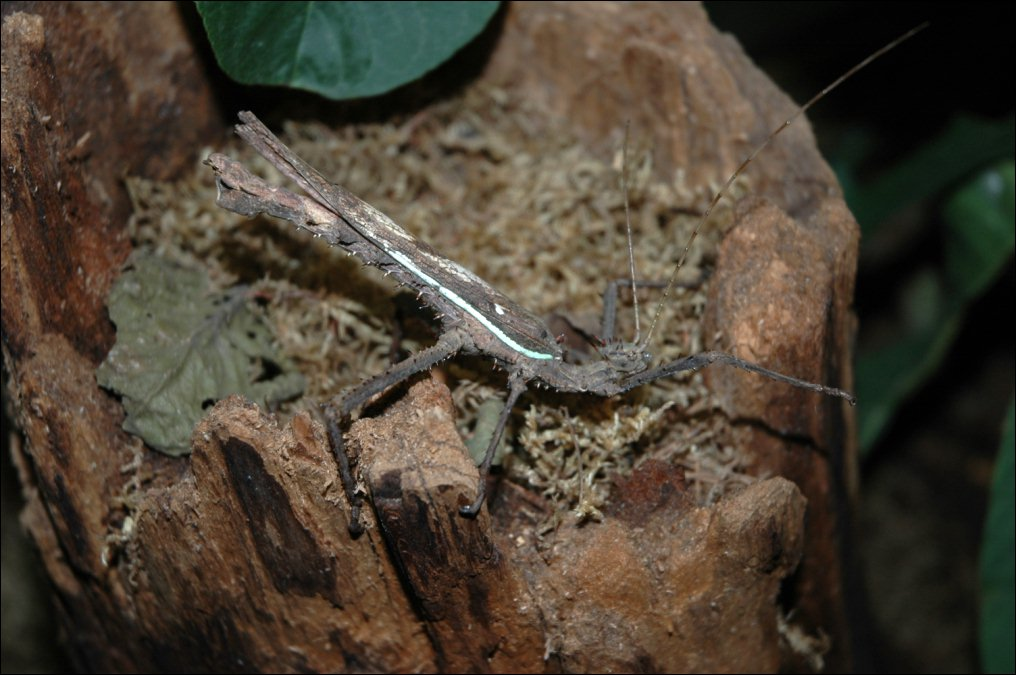
雄
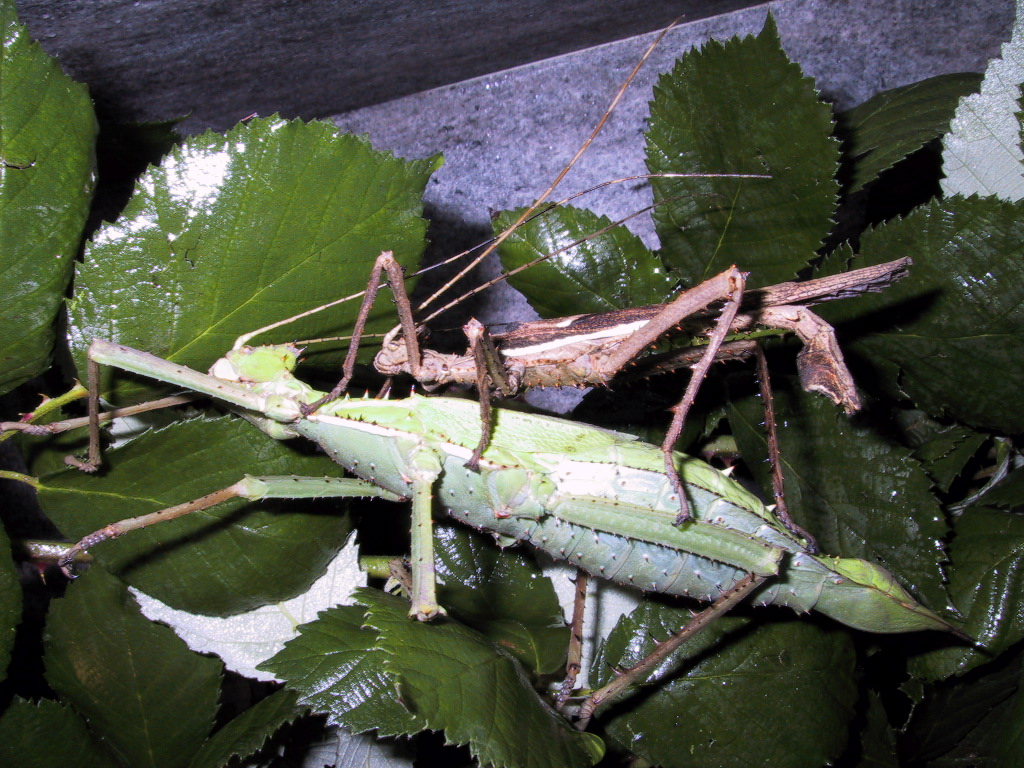
交尾中の雌雄
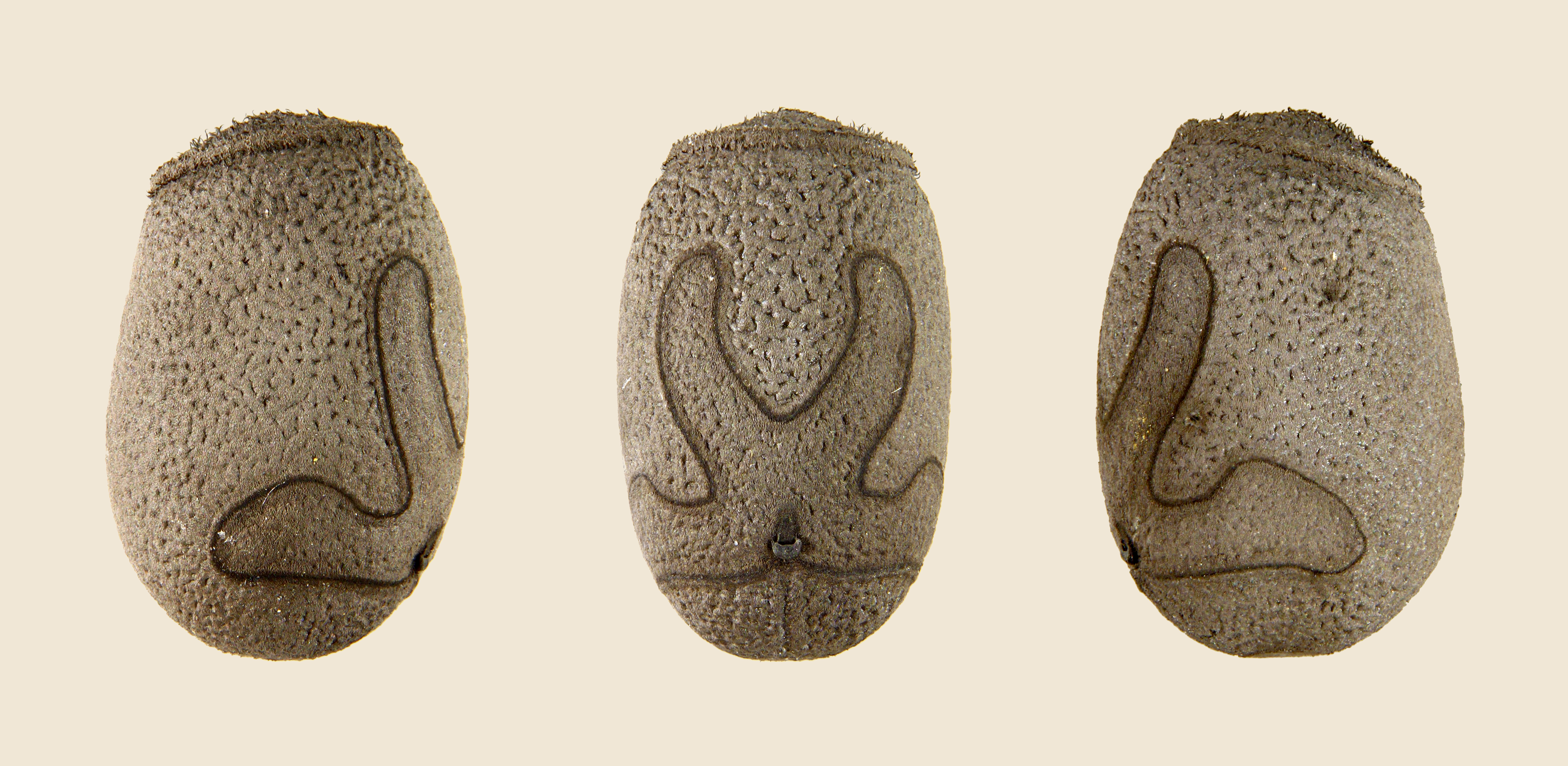
卵
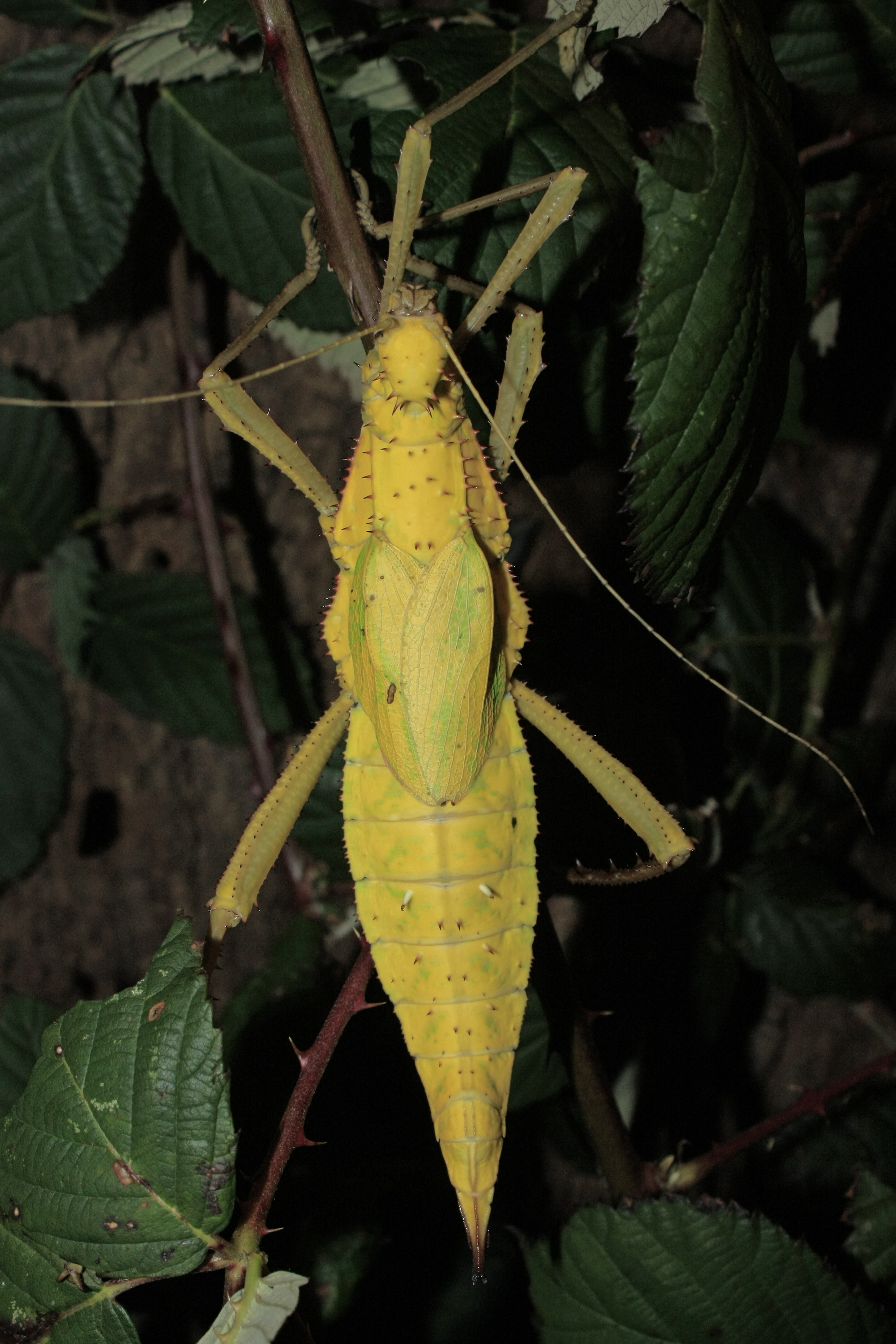
黄色い体色の個体
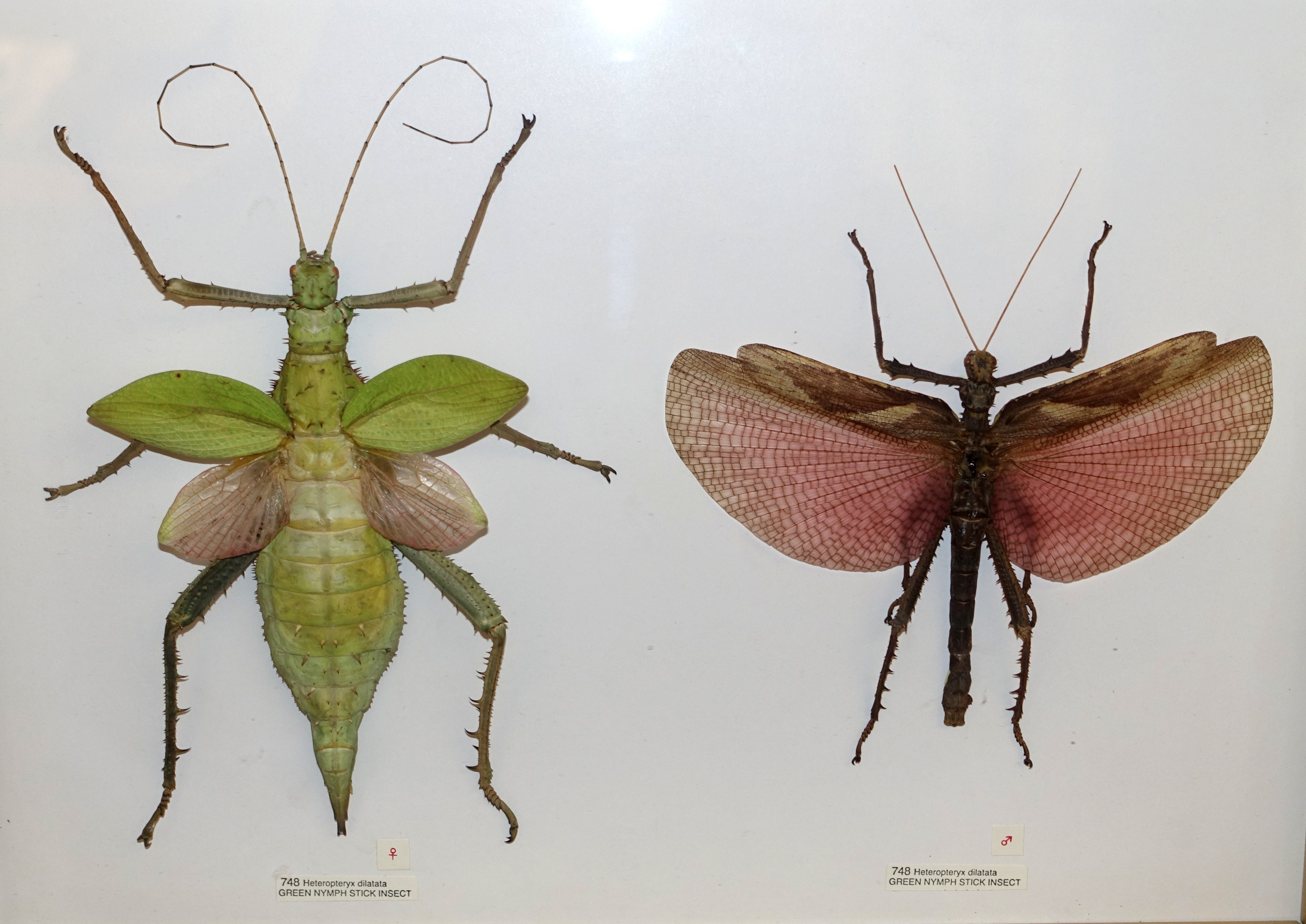
翅を広げた雌雄